# Haliplus laminatus
Haliplus laminatus es una especie de escarabajo acuático del género Haliplus, familia Haliplidae. Fue descrita científicamente por Schaller en 1783
Esta especie habita en Países Bajos, Gran Bretaña e Irlanda del Norte, Alemania, Bélgica, Francia, Dinamarca, Suecia, Luxemburgo, Austria, Polonia, Italia, Eslovaquia, Suiza y Ucrania.